# Trovit

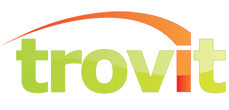
Firmenlogo

Trovit ist eine vertikale Suchmaschine, spezialisiert im Bereich der Job-, Auto- und Immobiliensuche und ist in 20 Ländern präsent. Der Sitz des Unternehmens liegt in Barcelona, Spanien.

## Vision
Trovit sucht nach Kleinanzeigen in tausenden von Websites und ermöglicht es so dem Nutzer, die für ihn interessanten Anzeigen in den Sektoren Autos, Jobs und Immobilien über eine einzige Suchmaschine zu finden.

## Unternehmen
Das Unternehmen wurde Ende 2006 von Iñaki Ecenarro, Raul Puente, Daniel Giménez und Enrique Domínguez gegründet und wird durch private Investoren finanziell unterstützt. Im Dezember 2007 gingen Trovit Spanien und Trovit UK als Suchmaschinen für Kleinanzeigen im Bereich Jobs, Immobilien und Autos online. Daraufhin folgten Launches in 18 weiteren Ländern: Italien, Frankreich, Deutschland, Portugal, Brasilien, Mexiko, Holland, Polen, Argentinien, Chile, Österreich, Schweiz, USA, Irland, Australien, Kanada, Kolumbien und Indien.
Im April 2008 war das Team von Trovit Winner of the Red Herring 100 Europe award. Im Dezember des gleichen Jahres befand sich die Suchmaschine unter den Finalisten des Eurecan, einem von der Caja Navarra ausgeschriebenen Wettbewerb, bei dem es um die „beste Geschäftsidee Europas“ ging.
Im November 2014 wurde Trovit von der japanischen Lifull Group gekauft.

## Website
Als Web-Applikation oder Mashup sucht Trovit nach allen relevanten Kleinanzeigen im deutschen Immobilien-, Auto- und Arbeitsmarkt. Im Bereich Immobilien greift Trovit auf Google Maps zur besseren Lokalisierung der zum Kauf oder zur Miete stehenden Häuser und Wohnungen zurück.

## Daten
- 40 Millionen Unique Users – Oktober 2010
- 70 Millionen Anzeigen – Oktober 2010
- Präsenz in 20 Ländern in Europa und Lateinamerika + USA
- 3 Vertikale (Jobs, Immobilien, Autos)

## Kritik
Der Index von Trovit ist so präzise und aktuell wie die bereitgestellten Daten der Kooperationspartner, d. h. die Anzeigen der Portale und Websites, die wiederum die Daten von verschiedenen Agenturen, Vermittlungen und Maklern beziehen. Die Qualität der auf Trovit veröffentlichten Suchergebnisse hängt von der Motivation eines jeden Inserenten ab, sein Inserat vollständig, mit den notwendigen Daten aufzugeben und die Anzeige aktuell zu halten.